# Премия Барбары Декс
Премия Барбары Декс (англ. Barbara Dex Award) — ежегодная шуточная премия в мире Евровидения, в ней принимают участие конкурсанты, костюмы которых были признаны одними из худших на конкурсе. Победителем премии становится тот, кто представил «худший из худших» костюм.

## История премии
Премия была названа в честь участницы Евровидения-1993 от Бельгии — Барбары Декс. Дело в том, что Барбара была одета в нелепый костюм, представлявший из себя полупрозрачное платье жёлтого оттенка с длинными рукавами, через которое просвечивал чёрный бюстгальтер, причём платье было сшито самой исполнительницей. Несмотря на неплохие рейтинги песни «Iemand als jij», члены жюри не оценили выступление артистки в подобном образе, и Барбара Декс заняла последнее место.
В 1997 году создатели нидерландского блога для фанатов Евровидения «The House Of Eurovision» Эдвин фон Тилло и Роб Паардекам придумали концепт премии, которая давалась бы артистам с наихудшим костюмом. Первым лауреатом премии стала мальтийская певица Дэбби Скэрри. В 1997-1998 гг. победителя выбирали сами авторы блога, а с 1999 года он определялся открытым голосованием фанатов на сайте. После закрытия блога, с 2017 года, голосование проходит на сайте songfestival.be, а формальным главой премии становится основатель сайта Яспер фон Бисен. 
Первоначально премия выдавалась исполнителям, которые нелепым или странным костюмом могли испортить впечатление от выступления, несмотря на перспективную песню. С 2021 года победителями премии становились участники с «наиболее сногсшибательным внешним видом». songfestival.be такое изменение объясняет так: "Премия, выдаваемая участникам с наиболее сногсшибательным внешним видом, не намеревается кого-либо назвать уродливым или выставить конкурс в плохом свете".
В 2020 году голосование не проводилось, так как Конкурс Евровидение-2020 был отменён.
В 2022 году премия была упразднена, и ввелось альтернативное голосование за самый лучший и необычный наряд. Голосование с этого момента происходило на том же сайте: songfestival.be

## Победители премии по годам
| Год  | Страна              | Исполнитель         | Песня                         | Место               | Место проведения |
| ---- | ------------------- | ------------------- | ----------------------------- | ------------------- | ---------------- |
| 1997 | Мальта              | Дэбби Скэрри        | «Let Me Fly»                  | 9-е                 | Дублин           |
| 1998 | Германия            | Гюльдо Горн         | «Guildo hat euch lieb!»       | 7-е                 | Бирмингем        |
| 1999 | Испания             | Лидия               | «No quiero escuchar»          | 23-е                | Иерусалим        |
| 2000 | Бельгия             | Натали Сорц         | «Envie de vivre»              | 24-е                | Стокгольм        |
| 2001 | Польша              | Пьясек              | «2 Long»                      | 20-е                | Копенгаген       |
| 2002 | Греция              | Михалис Ракинцис    | «S.A.G.A.P.O.»                | 17-е                | Таллин           |
| 2003 | Россия              | Тату                | «Не верь, не бойся, не проси» | 3-е                 | Рига             |
| 2004 | Румыния             | Санда Ладощи        | «I Admit»                     | 18-е                | Стамбул          |
| 2005 | Македония           | Мартин Вучич        | «Make My Day»                 | 17-е                | Киев             |
| 2006 | Португалия          | Nonstop             | «Coisas de nada»              | 19-е (ПФ*)          | Афины            |
| 2007 | Украина             | Верка Сердючка      | «Dancing Lasha Tumbai»        | 2-е                 | Хельсинки        |
| 2008 | Андорра             | Джизела             | «Casanova»                    | 15-е (ПФ)           | Белград          |
| 2009 | Венгрия             | Золи Адок           | «Dance with Me»               | 15-е (ПФ)           | Москва           |
| 2010 | Сербия              | Милан Станкович     | «Ovo je Balkan»               | 13-е                | Осло             |
| 2011 | Грузия              | Eldrine             | «One More Day»                | 9-е                 | Дюссельдорф      |
| 2012 | Албания             | Рона Нишлиу         | «Suus»                        | 5-е                 | Баку             |
| 2013 | Сербия              | Moje 3              | «Ljubav je svuda»             | 11-е (ПФ)           | Мальмё           |
| 2014 | Литва               | Вилья Матачюнайте   | «Attention»                   | 11-е (ПФ)           | Копенгаген       |
| 2015 | Нидерланды          | Трёнтье Остерхёйс   | «Walk Along»                  | 14-е (ПФ)           | Вена             |
| 2016 | Хорватия            | Нина Кралич         | «Lighthouse»                  | 23-е                | Стокгольм        |
| 2017 | Черногория          | Славко Калезич      | «Space»                       | 16-е (ПФ)           | Киев             |
| 2018 | Македония           | Eye Cue             | «Lost and Found»              | 18-е (ПФ)           | Лиссабон         |
| 2019 | Португалия          | Конан Осирис        | «Telemóveis»                  | 15-е (ПФ)           | Тель-Авив        |
| 2020 | Конкурс был отменён | Конкурс был отменён | Конкурс был отменён           | Конкурс был отменён | Роттердам        |
| 2021 | Норвегия            | TIX                 | «Fallen Angel»                | 18-е                | Роттердам        |
| 2022 | Премия упразднена   | Премия упразднена   | Премия упразднена             | Премия упразднена   | Турин            |

*ПФ — в полуфинале.

### Победители премии после ребрендинга 2022 года (премия за самый необычный наряд)
| Год  | Страна    | Исполнитель  | Песня              | Место | Место проведения |
| ---- | --------- | ------------ | ------------------ | ----- | ---------------- |
| 2022 | Австралия | Шелдон Райли | «Not The Same»     | 15-е  | Турин            |
| 2023 | Финляндия | Käärijä      | «Cha Cha Cha»      | 2-е   | Ливерпуль        |
| 2024 | Хорватия  | Baby Lasagna | «Rim Tim Tagi Dim» | 2-е   | Мальмё           |

## Другие статьи
- Конкурс песни Евровидение